# NGC 1743
NGC 1743 is een emissienevel in het sterrenbeeld Goudvis. Het hemelobject werd op 3 augustus 1826 ontdekt door de Schotse astronoom James Dunlop.

## Synoniemen
- ESO 56-EN21